# Žuan Ta-čcheng
Žuan Ta-čcheng (čínsky pchin-jinem Ruǎn Dàchéng, znaky zjednodušené 阮大铖, tradiční 阮大鋮; 1587–1646), byl čínský dramatik a básník, přední představitel kultury mingské Číny v posledních desetiletích existence říše Ming.

## Jméno
Žuan Ta-čcheng používal zdvořilostní jméno Ťi-č’ (čínsky pchin-jinem Jízhī, znaky 集之) a literární pseudonym Jüan-chaj (čínsky pchin-jinem Yuánhǎi, znaky zjednodušené 圆海, tradiční 圓海).

## Život a dílo
Žuan Ta-čcheng pocházel z prefektury An-čching v Nan č’-li (dnes městská prefektura v provincii An-chuej). jeho rodina byla bohatá a vlivná, studoval konfucianismus, přihlásil se k úřednickým zkouškám, roku 1603 složil zkoušky provinční a roku 1616 i metropolitní a palácové. Poté sloužil v nižších úřednických postech. Roku 1624 se v souvislosti s jmenováním hlavním tajemníkem úřadu dohledu na ministerstvu obřadů (li-kche tu ťi-š’-čung, 禮科都給事中) proti němu postavili stoupenci hnutí Tung-lin, kteří prosazovali vlastního kandidáta. Ačkoliv do té doby byl s hnutím spojován (děd jeho manželky patřil aktivní členy hnutí), poté byl počítán k frakci eunucha Wej Čung-siena. Po eunuchově pádu a popravě (roku 1627) byl následujícího roku 1628 povýšen na náměstka ministra dvora císařských zábav (kuang-lu šao-čching), někdy v letech 1629/1630 byl odvolán, obviněn ze spolupráce s Wej Čung-sienem a jako prostý poddaný poslán domů An-čchingu, přičemž v očích mnohých vzdělanců se stal jedním ze „zlých úředníků“ zodpovědných za úpadek země.
Po návratu do rodného kraje se soustředil na psaní divadelních her, jeho nejstarší dochovaná hra pochází z roku 1633. Roku 1635 se z obavy před vmáhajícím se banditismem i s rodinou přestěhoval do Nankingu. Napsal přes 2000 básní a písní, ale proslavil se jako dramatik v žánru kchun-čchü. Napsal devět her. Nejznámější je Jen-c’ ťien (燕子笺, Vlaštovčí posel) z roku 1642, příběh milostného trojúhelníku učence, kurtizány a dcery ministra zasazeny do období An Lu-šanova povstání proti říši Tchang. Zápletka je sice obvyklé klišé, nicméně kvalitně zpracované a dojímavě podané. Další známou hrou Žuan Ta-čchenga je Čchun-teng-mi (春灯谜, Hádanka o Svátku lampionů).
Po dobytí Pekingu a severní Číny mandžuskou říší Čching roku 1644 v Nankingu mingští loajalisté vyhlásili císařem jednoho z knížat císařského rodu, režim historikové nazvali Jižní Ming. Žuan Ta-čcheng ve vládě Jižní Ming zaujal post ministra vojenství. Nankingský režim se udržel pouze několik měsíců. Žuan Ta-čcheng uprchl z Nankingu ještě před jeho dobytím Čchingy, v Če-ťiangu nenašel bezpečné útočiště a na podzim 1646 se vzdal Čchingům. Byl přidělen ke štábu jednotky, která ho zajala, po několika měsících však zemřel, když nevydržel zátěž pochodu v horách na pomezí Če-ťiangu a Fu-ťienu.
Neměl syna, jeho dcera Žuan Li-čen († cca 1653) byla také talentovanou spisovatelkou a napsala několik oper.